# عرب العيايدة (الصف)
قرية عرب العيايدة هي إحدى القرى التابعة لمركز الصف في محافظة الجيزة في جمهورية مصر العربية. حسب إحصاءات سنة 2006، بلغ إجمالي السكان في عرب العبايدة 4705 نسمة، منهم 2317 رجل و2388 امرأة.